# عصام محمد حسن أبوزريبة
اللواء عصام محمد حسن أبوزريبة (مواليد 1973، مدينة أبوصرة – الزاوية، ليبيا) هو سياسي وضابط أمني ليبي، يشغل منصب وزير الداخلية في الحكومة الليبية المكلفة من مجلس النواب منذ 9 مارس 2022. يتمتع بخبرة ميدانية وإدارية واسعة في قطاع الأمن، ويُعرف بدوره في تطوير المنظومة الأمنية، وقيادة استجابة الوزارة للكوارث، وتعزيز الاستقرار من خلال مبادرات المصالحة والقرارات التنظيمية الكبرى.

## التعليم
- دبلوم علوم أمنية – كلية ضباط الشرطة (1996)
- بكالوريوس قانون
- دبلوم دراسات عليا – أكاديمية الدراسات الأمنية (2007)
- ماجستير في القانون العام – أكاديمية الدراسات الأمنية (2010)
- يعمل حاليًا على إعداد رسالة الدكتوراه

## المسيرة المهنية
بدأ أبوزريبة عمله في وزارة الداخلية منذ عام 1996، وتدرج في المناصب الآتية:
- ضابط في لجان تطهير ترهونة (1996–1997)
- مديرية أمن براك الشاطئ (1997)
- ضابط تحقيق في البحث الجنائي ومديرية أمن الزاوية ومركز شرطة الصابرية (1998–2007)
- مديرية أمن الكفرة (2007)
- البحث الجنائي بالزاوية (2008–2011)
- رئيس لجنة التحقيقات المركزية في الزاوية (2011–2014)
- رئيس مكتب المراجعات الداخلية بوزارة الداخلية (2015–2019)
- رئيس لجنة العطاءات ومكتب المراجعات (2021–2022)
- أستاذ محاضر متعاون في كلية القانون بصرمان وكلية الاقتصاد بجامعة الزاوية

## وزارة الداخلية
عُيّن وزيرًا للداخلية في الحكومة الليبية المكلفة من مجلس النواب بتاريخ 9 مارس 2022، ولا يزال في المنصب حتى الآن. وخلال توليه الوزارة، أصدر أكثر من 100 قرار وزاري تنوعت بين:
- تعيين وتكليف مديري الأمن في مختلف المناطق
- إلغاء الندب والإعارات المخالفة
- منح الأوسمة والأنواط لمنتسبي الشرطة
- تشكيل غرف أمنية ولجان طوارئ خاصة بالجنوب والشرق
- إعادة هيكلة الوزارة ودمج مديريات الأمن من 37 إلى 16
- إطلاق مبادرة "يوم الوفاء" لتكريم الرعيل الأول من قيادات وضباط الوزارة

كما قاد جهود المصالحة القبلية، ومنها رئاسته للجنة المصالحة بين قبيلتي التبو والزوية في الكفرة. وكان له دور بارز في قيادة استجابة وزارة الداخلية لكارثة إعصار دانيال بمدينة درنة من خلال تشكيل لجان أمنية للطوارئ.

## المشاركات الإقليمية والدولية
شارك في عدة اجتماعات أمنية إقليمية ودولية، ومثل ليبيا في مؤتمرات حول الهجرة غير الشرعية، مكافحة الجريمة المنظمة، وحماية الحدود.

## الإعلام
له حضور منتظم في وسائل الإعلام، وصرّح خلال عدة لقاءات رسمية عن الإجراءات الإصلاحية التي اتخذتها وزارة الداخلية بالحكومة الليبية منذ توليه المنصب، ومن أبرزها تقليص عدد مديريات الأمن من 37 إلى 16، ومنح أوسمة ونوط العمل المتميز، وتخصيص يوم "الوفاء" لتكريم قدامى رجال الشرطة.